# Lanzo d'Intelvi
Lanzo d'Intelvi är en ort och frazione i kommunen Alta Valle Intelvi i provinsen Como i regionen Lombardiet i Italien. 
Lanzo d'Intelvi upphörde som kommun den 1 januari 2017 och bildade med de tidigare kommunerna Pellio Intelvi och Ramponio Verna den nya kommunen Alta Valle Intelvi. Den tidigare kommunen hade 1 480 invånare (2016).